# Bogovinje
Bogovinje (makedonsky: Боговиње, albánsky: Bogovinë) je město v Severní Makedonii. Město je zároveň centrem stejnojmenné opštiny v Položském regionu.
Město leží v oblasti Položska kotlina, 15 km od města Tetovo.

## Historie
Město je zmiňováno již při tureckém sčítání lidu z let 1468/69 jako součást osmanské provincie. Podle záznamů zde žilo 42 rodin, 2 nesezdaní a 1 vdova, všichni křesťanského vyznání.
V 19. století bylo město stále součástí Osmanské říše. Během 20. století bylo součástí Jugoslávie, konkrétně Socialistické republiky Makedonie.

## Demografie
Podle záznamů Vasila Kančova z roku 1900 zde žilo 600 obyvatel albánské národnosti.
Podle sčítání lidu z roku 2002 žije ve městě 6 328 obyvatel, z toho valná většina jsou Albánci.
| Rok          | 1900 | 1905 | 1948  | 1953  | 1961  | 1971  | 1981  | 1994  | 2002  |
| ------------ | ---- | ---- | ----- | ----- | ----- | ----- | ----- | ----- | ----- |
| Obyvatelstvo | 600  | 480  | 2 139 | 2 359 | 2 746 | 3 661 | 4 619 | 5 670 | 6 328 |